# Dinotrema stigmaticum
Dinotrema stigmaticum är en stekelart som först beskrevs av Vladimir Ivanovich Tobias 1992.  Dinotrema stigmaticum ingår i släktet Dinotrema och familjen bracksteklar. Inga underarter finns listade i Catalogue of Life.